# 延安新区站
延安新区站位于中华人民共和国陕西省延安市，是建设中的延榆鄂高速铁路的一座车站。原址为延安二十里堡机场。车场规模为4台9线，高架站房。